# سد بوهرتمة
سد بوهرتمة هو سد تونسي للطاقة الكهرمائية، يقع شمال شرق مدينة فرنانة في ولاية جندوبة، على وادي الغزالة ووادي الليل.

## التاريخ
شرع في إقامته عام 1972 بمساعدة من جمهورية ألمانيا الإتحادية (ألمانيا الغربية)، وافتتح عام 1976م. يبلغ ارتفاعه 44 مترا، وطاقة استيعابه 117 مليون متر مكعب وله منسوب 2500 متر مكعب/ثانية، بينما يمسح حوضه 800 هكتارا.

## معرض صور

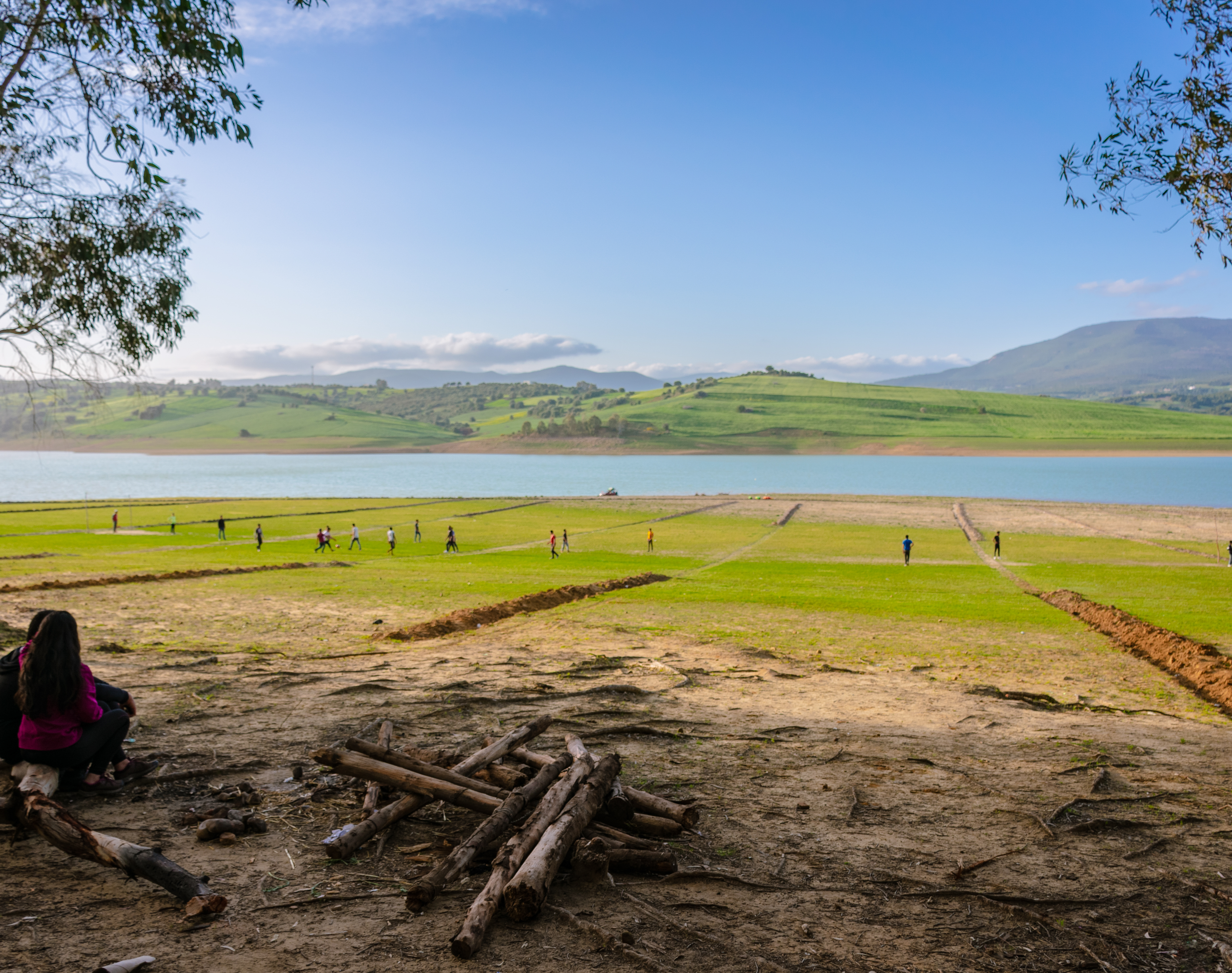
Bouhertma Dam
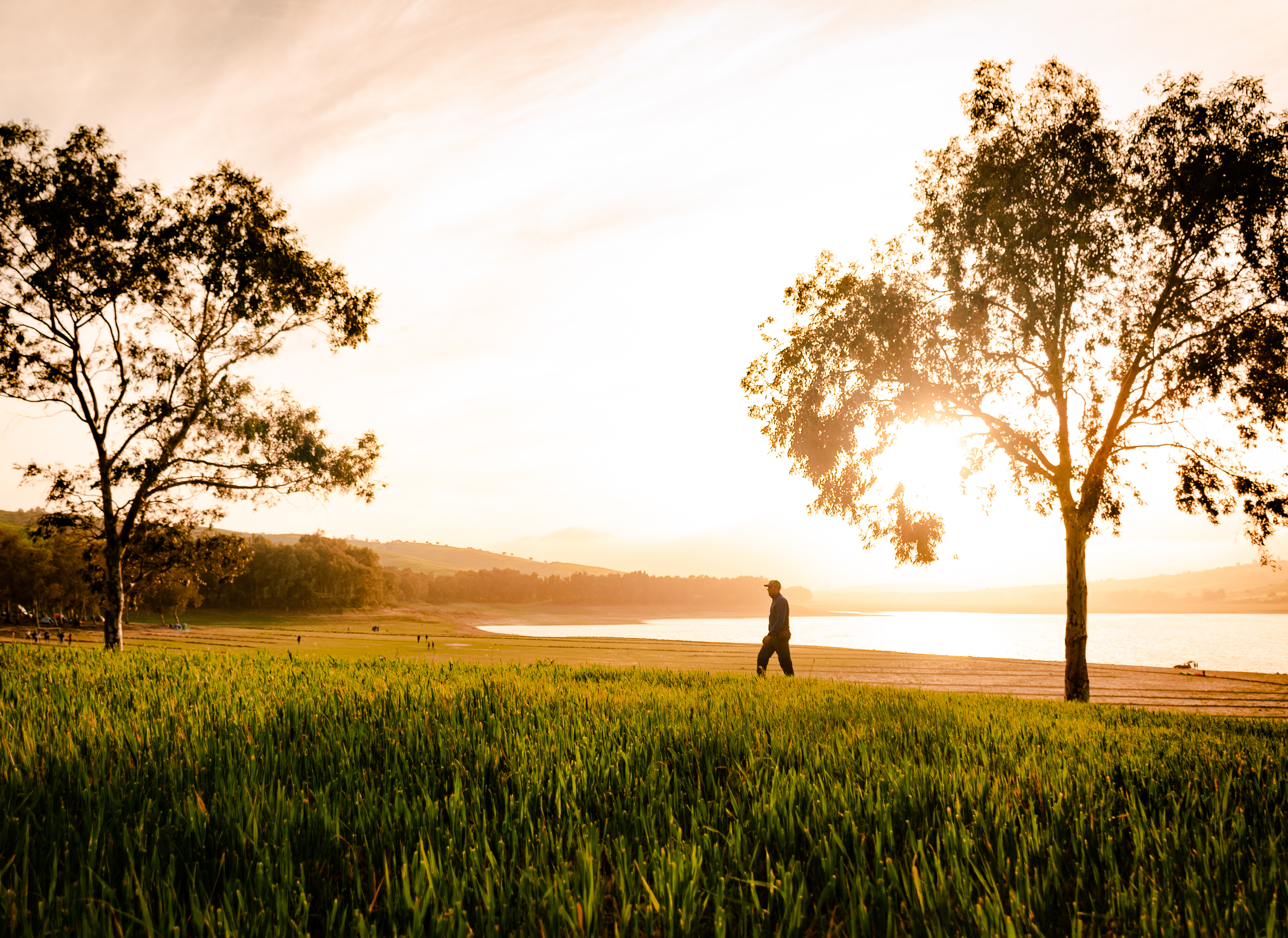
Bouhertma Dam
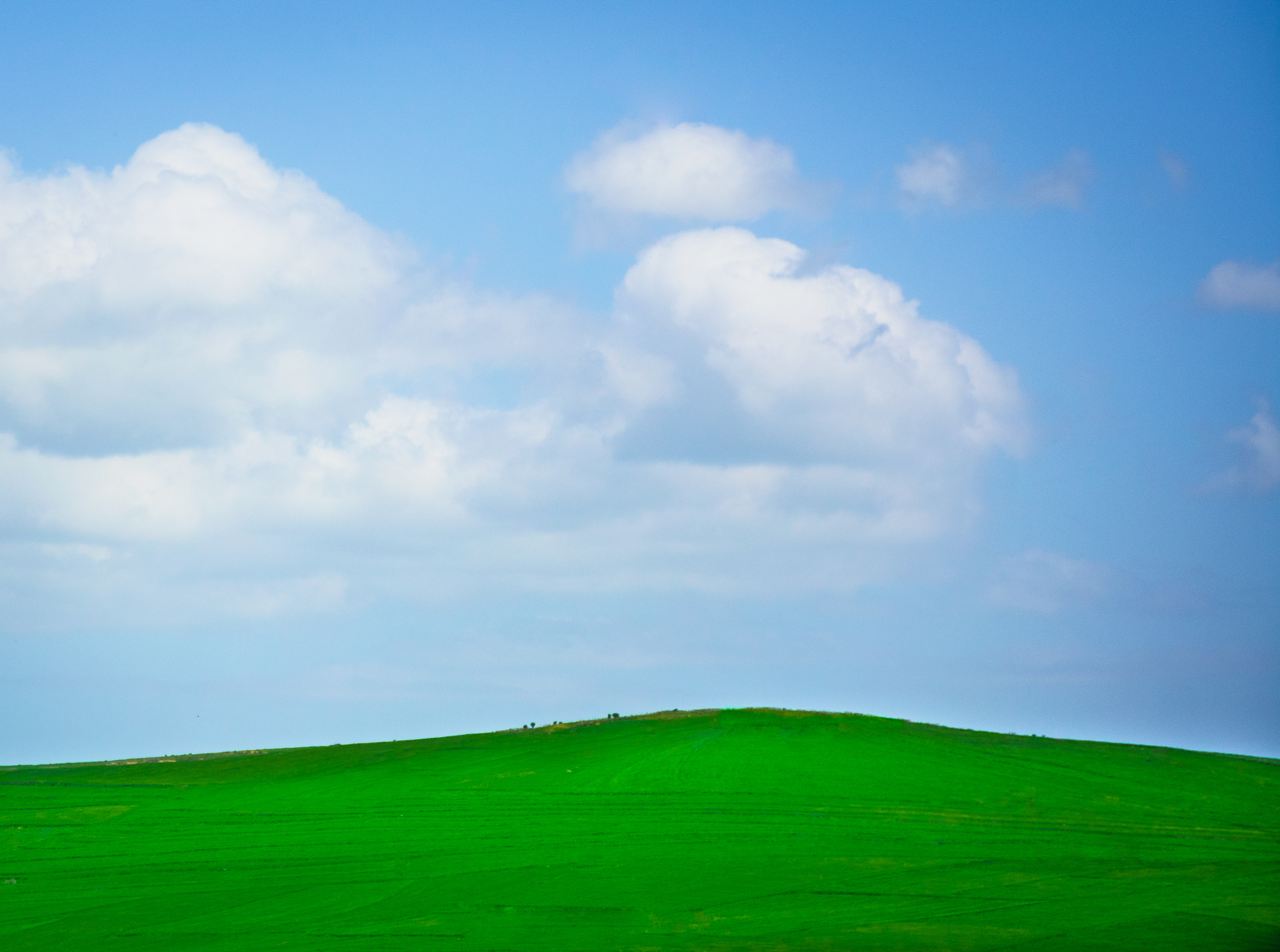
Bouhertma Dam
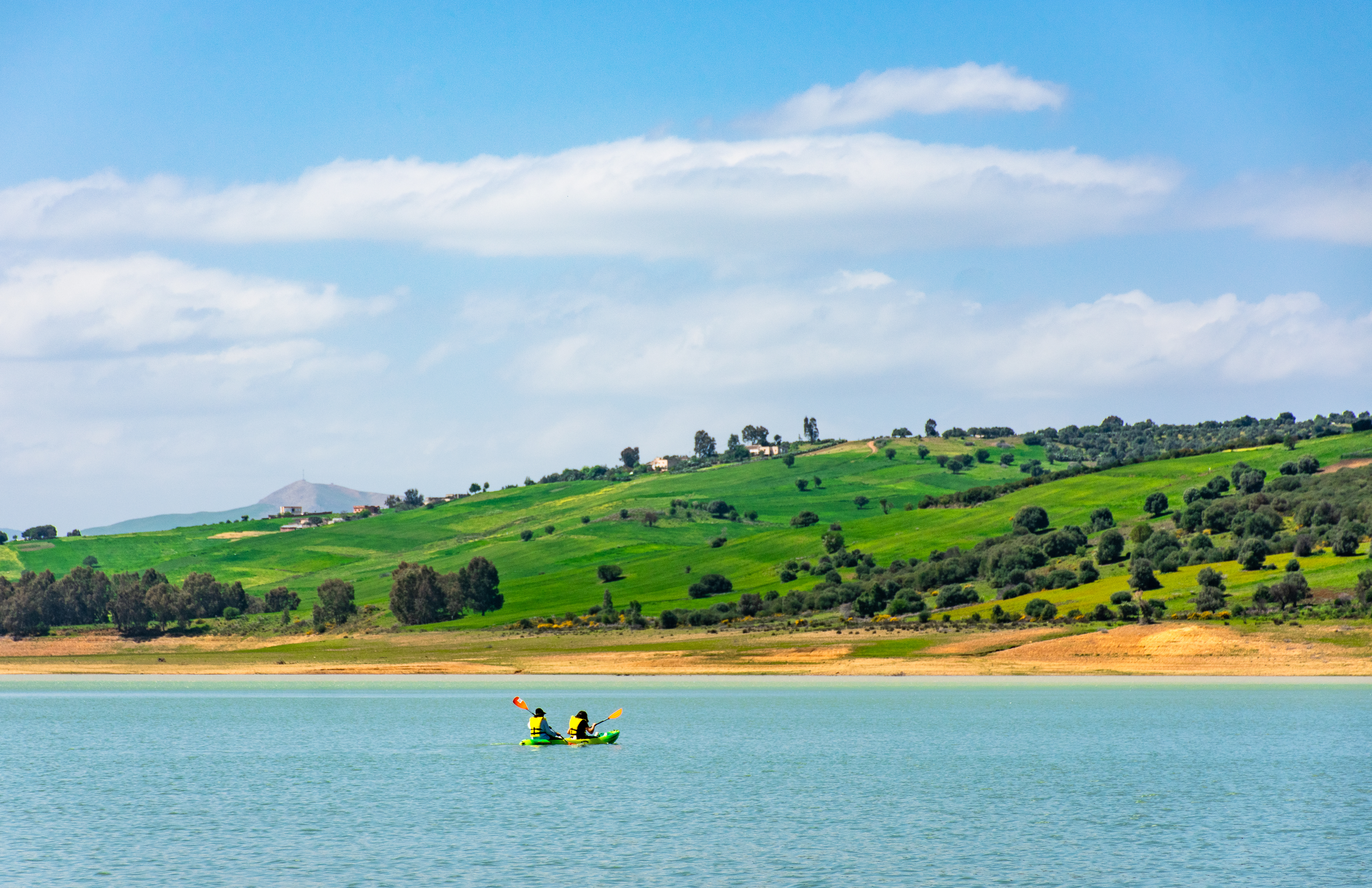
Bouhertma Dam

## مقالات ذات صلة
- دراسة حول المياه لمنظمة التغذية والزراعة.